# Rolf Seyfarth
Rolf Seyfarth (* 18. April 1907 in Apolda; † 8. September 1976 in Karl-Marx-Stadt) war ein deutscher Journalist, Lokalpolitiker und Radsportveranstalter.

## Leben
Rolf Seyfarth machte eine kaufmännische Ausbildung und leitete eine Textilgroßhandlung. Von 1926 an fuhr er als Amateur Radrennen. Ab Beginn der 1930er Jahre war Seyfarth auch als Sportjournalist tätig. Von 1938 bis Kriegsende veranstaltete er Radrennen auf der Radrennbahn in Chemnitz-Altendorf, aber auch in Erfurt, Bamberg, Forst und Braunschweig. Auf der Chemnitzer Bahn fanden – insbesondere in den 20ern – jährlich bis zu 18 Rennen vor Zehntausenden von Zuschauern statt. Besonders beliebt waren Steherrennen.
Als Soldat während des Zweiten Weltkriegs wurde Seyfarth verletzt und in ein Lazarett eingeliefert. Während seiner Genesungszeit schrieb er ein Buch über seine Erlebnisse als Rennveranstalter. Das Buch erschien erst 2010 gedruckt. Während der Zeit der DDR wurde eine Veröffentlichung abgelehnt, da es sich hauptsächlich um den damals verpönten Berufsradsport drehte. Als in der DDR kaum noch über den dortigen Berufsradsport berichtet wurde, veröffentlichte er regelmäßig Rennberichte im westdeutschen Fachblatt "Radsport". 
Nach dem Krieg war Seyfarth auch politisch in Chemnitz aktiv. Als Mitglied der Liberal-Demokratischen Partei Deutschlands war er von 1946 bis 1949 Bürgermeister und Dezernent für Stadtwerke und Straßenbahn sowie von 1949 bis 1960 Stadtrat für Handel und Versorgung. Seyfarth gehörte von 1950 bis 1954 der Volkskammer der DDR an. Von 1960 bis 1972 war er Leiter der Bezirksredaktion der LDPD-Tageszeitung „Sächsisches Tageblatt“ in Chemnitz.
Im Herbst 1946 erfolgte die Gründung einer Kommission Berufsradsport in der sowjetischen Besatzungszone, die von ihm und Herbert Nebe geleitet wurde.
1950 initiierte Seyfarth den Neubau der Radrennbahn Chemnitz auf dem Sportforum, deren Kurven aus Trümmerschutt aufgeschüttet wurden. Auf dieser heute noch bestehenden Bahn im Sportforum Chemnitz wurden 1960 die Steher-Weltmeisterschaften ausgetragen.
Seit 2009 befindet sich der Nachlass von Rolf Seyfarth im Chemnitzer Schloßbergmuseum. Darunter befinden sich zahlreiche von Seyfarth gedrehte Filmszenen, in denen unter anderen Jutta Müller und ihrer Tochter Gaby Seyfert (als Dreijährige) zu sehen sind.

## Schriften
Posthume Veröffentlichung:
- Radrennfieber. 25 Jahre als Sportberichterstatter sowie Rennveranstalter. Claus Verlag, 2009, ISBN 978-3-935842-12-9